# خودبسندگی

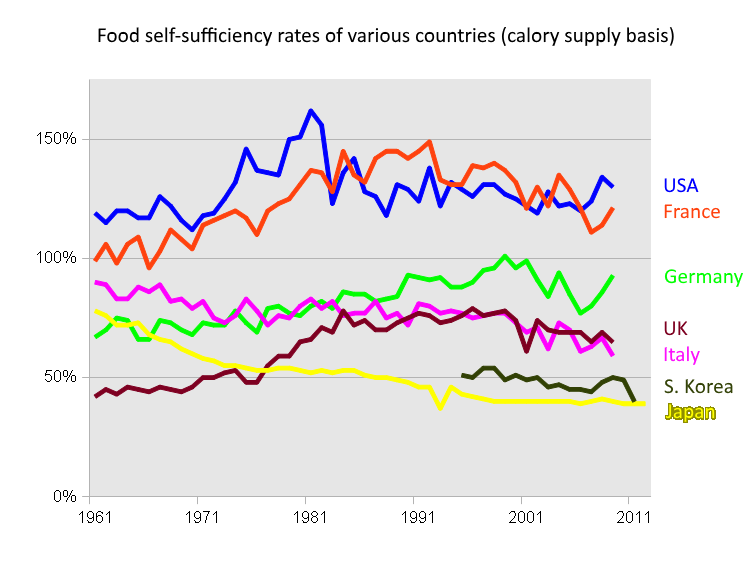
جدول نسبت خودکفایی غذایی

اوتارکی یا سیاست خودبسندگی (به انگلیسی:autarky) معمولاً به وضعیتی گفته می‌شود که اقتصاد یک نظام سیاسی از پیگیری رسیدن به سرحد صرفاً قابلیتِ خودکفایی، عبور کرده و در اهداف و برنامه‌ریزی‌ها حد انزوای کامل اقتصادی را مدنظر قرار دهد. چنین نظام اقتصادی «اقتصاد بسته» نامیده می‌شود. هنگامی از اوتارکی سخن به میان می‌آید که نهادی بتواند بدون کمک از بیرون یا تجارت خارجی به فعالیت یا زندگی خود ادامه دهد. منظور از ادامهٔ فعالیت لزوماً فعالیت اقتصادی نیست، برای نمونه می‌توان به ساختار خودبسنده نظامی اشاره کرد که کشوری بتواند بدون دریافت کمک از سایر کشورها از خود دفاع کند. رژیم خودبسنده می‌تواند مربوط به کل یک کشور باشد یا اینکه در یک زمینهٔ محدود مانند مالکیت یک ماده خام کلیدی باشد.
استقلال اقتصادی به معنی خودبسندگی در رفع نیازهای اساسی و جلوگیری از سلطهٔ کشورهای دیگر بر اقتصاد بومی است. از مهم‌ترین شاخص‌های استقلال اقتصادی، عدم تأثیرپذیری گسترده از نوسانات و بحران اقتصادی در سطح جهان و ثبات ارزش پول و نداشتن اقتصاد تک محصولی است.

## پیشینه
مکتب سوداگری، سیاستی بود که از سوی فرمانروایان به ویژه در سدهٔ ۱۷ و ۱۸ میلادی پیگیری می‌شد. به این ترتیب که داشتن رابطهٔ تجاری با بیرون از قلمرو ممنوع یا محدود بود. در دههٔ ۱۹۳۰ آلمان نازی کشوری بود که ترجیح می‌داد تجارت در درون مرزهای اقتصادی خودش را به بالاترین میزان برساند و تجارت خارجی به ویژه با بریتانیا، شوروی و فرانسه را به کمترین حد برساند. کشورهای با اقتصاد ضعیف تر مانند آمریکای جنوبی، بالکان و کشورهای اروپای شرقی مانند یوگسلاوی، رومانی و مجارستان در محدودهٔ مرز اقتصادی آلمان جای می‌گرفتند. آلمان‌ها برای رشد به شدت به مواد خام نیاز داشتند و این کشورها از آن برخوردار بودند. تجارت با این کشورها که زیر نظر وزیر اقتصاد وقت، هیالمار شاخت بود بر این پایه بود که دریافت مادهٔ خام تنها به شرط دادن محصولات تولیدی آمانی باشد و نه پرداخت پول. با اینکه در بازهٔ سال‌های ۱۹۳۲ تا ۱۹۳۷ واردات خوراک بسیار کاهش یافت اما با توجه به سیاست آلمان نازی برای بازسازی نظامی خودش در همان دوذان واردات مواد خام ۱۰ درصد افزایش یافت.
امروزه کشوری که کاملاً خودکفا باشد کمیاب است. شاید بتوان به کرهٔ شمالی اشاره کرد. این کشور برپایهٔ جهان بینی سیاسی جوچه (خودکفایی) اداره می‌شود. بر خلاف این سیاست، کره با کشورهایی چون روسیه، چین، سوریه، ایران، ویتنام و بسیاری کشورهای اروپایی و آفریقایی ارتباط دارد. نمونهٔ دیگر می‌توان به پادشاهی بوتان اشاره کرد.

## نمونه‌های بیشتر
سیاست خودبسندگی در کشورهای متعددی دنبال شده است.
در ایران
در قانون اساسی ایران، تأکید شده است که اقتصاد ایران باید به مرحله خودبسندگی و استقلال برسد و از وابستگی رهایی یابد. راه‌حل قانون اساسی در این مورد، افزایش تولیدات کشاورزی، دامی و صنعتی منطبق با نیازهای عمومی‌است.
دیگر کشورها
- افغانستان در دوران طالبان از ۱۹۹۶ تا ۲۰۰۱
- آلبانی در ۱۹۷۶ هنگامی که رهبر کمونیست انور خوجه سیاسی به نام «خوداتکایی» را بنا کرد، به خودکفایی نزدیک شد.[۷] پس از مرگ خوجه در ۱۹۸۵ تجارت با بیرون بسیار افزایش یافت با این حال تا سال ۱۹۹۱ به شدت انحصاری بود.[۸]
- میانمار در دوران دیکتاتوری نه وین از ۱۹۶۲ تا ۱۹۸۸ سیاستی به نام «راه میانمار به سوی سوسیالیسم» که گونه‌ای سیاست خودکفایی بود را درپیش گرفت.

## بازخوردهای سیاسی و اقتصادی
خودبسندگی اقتصادی می‌تواند باعث دوری بخش‌های اقتصادی خُرد و کلان از صرفه‌جویی به مقیاس شود. بسیاری از ملت‌ها در سراسر جهان به دلیل تفاوت‌های جغرافیایی، آب و هوایی، مکانی، گسترهٔ سرزمین و جمعیت، دسترسی مستقیم به برخی مواد خام ندارند. از آن جمله می‌توان به نفت، گاز، زغال سنگ، گندم، پشم و … اشاره کرد.